# Hildegardisschule Münster
Die Hildegardisschule ist ein Berufskolleg in Trägerschaft des Bistums Münster. Sie befindet sich im Zentrum der Stadt Münster gegenüber dem Stadttheater Münster und der Martini-Kirche. Die rund 850 Schülerinnen und Schüler werden von etwa 60 Lehrerinnen und Lehrern unterrichtet. Der Einzugsbereich der Schule erstreckt sich über das Münsterland bis ins nördliche Ruhrgebiet.

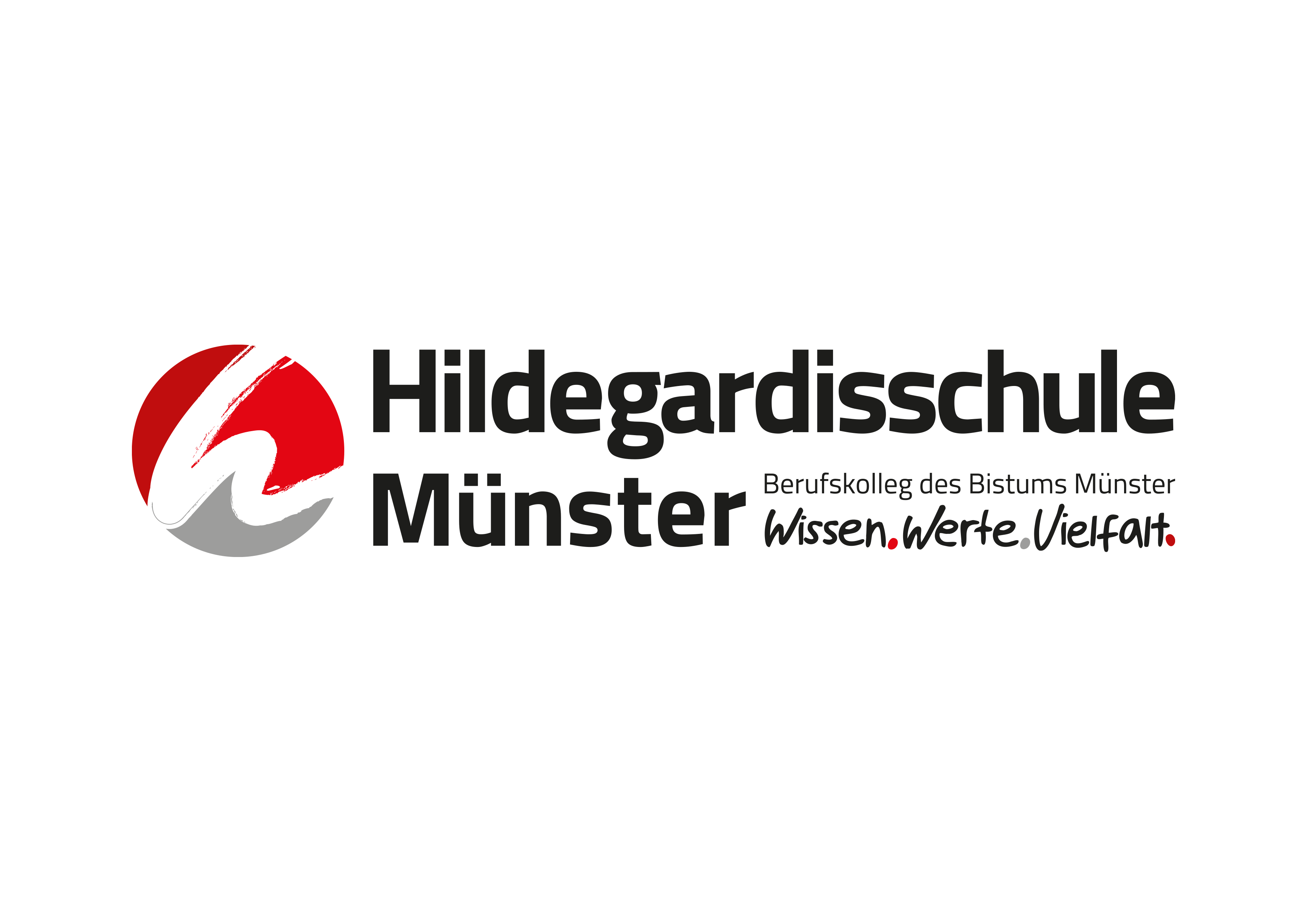

## Geschichte

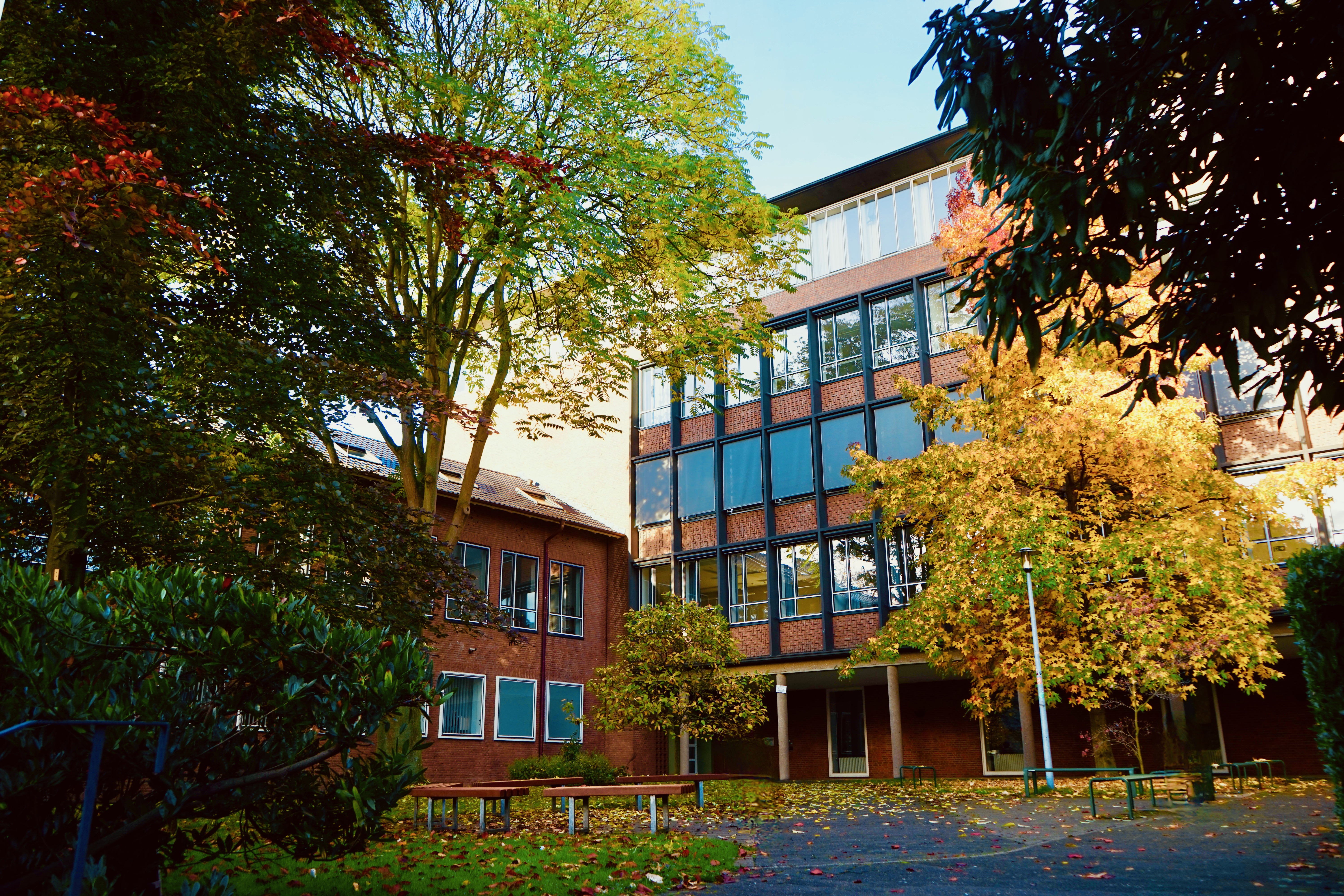
Hildegardisschule (2022)

Die Schulgründung erfolgte 1920 durch Ordensschwester Thusnelda Mölleney, die von der Stadt Münster die Genehmigung zur Errichtung einer Frauenschule erhalten hatte. Mölleney gehörte dem Orden der Schwestern von der göttlichen Vorsehung an, der 75 Jahre Träger der Hildegardisschule war. Das Schulgebäude befand sich zunächst am Bohlweg. Die Hildegardisschule erfuhr großen Zulauf, sodass sie 1926 zur ersten Frauenoberschule in Preußen wurde.
Das erste Abitur wurde 1929 von 18 Schülerinnen absolviert. Es berechtigte zu verschiedenen Studiengängen, u. a. zum Lehramtsstudium. Während der nationalsozialistischen Diktatur durften Ordensleute nicht mehr unterrichten, das führte zur Reduzierung der Schülerzahlen und schließlich 1942 zur Schließung der Schule.
1946 wurde die Schule unter der Leitung von Schwester Franzinis Braun an der Ostmarkstraße in behelfsmäßig hergerichteten Gebäuden neu eröffnet. Wiederum entwickelten sich die Schülerzahlen stark, sodass 1959 ein Neubau der Schule notwendig wurde. Seitdem befindet sich die Hildegardisschule an ihrem heutigen Standort. Seit 1968 unterstützt die Hildegardisschule eine Partnerschule in Bacabal im Nordosten Brasiliens. Hierzu findet ein jährlicher Solidaritätstag statt, dessen Erlös in die Arbeit in Brasilien fließt.
Ursprünglich als reine Frauenschule gegründet, werden seit 1972 auch männliche Schüler koedukativ unterrichtet, seit 1974 auch von männlichen Lehrern. 1994 wechselte die Hildegardisschule in die Trägerschaft des Bistums Münster. Die Ordensgemeinschaft sah sich nicht mehr in der Lage, ein solch großes Schulsystem zu tragen. 1998 wurde die Schule zum Berufskolleg des Bistums Münster umgestaltet.
Namenspatronin der Schule ist Hildegard von Bingen. Der Titel ihres Hauptwerkes „Scivias“ („Wisse die Wege“) war bis 2023 Teil des Logos der Schule (seither lautet das Leitwort „Wissen. Werte. Vielfalt“).
Seit 2003 findet einmal jährlich ein Besuch des Lycée Louis Couffignal in Straßburg statt, seit 2007 bestehen regelmäßige Kontakte mit dem polnischen Berufskolleg Ökonomisches Lyzeum und Technikum in Starogard Gdański. Seit 2010 unterhält die Hildegardisschule eine Partnerschaft zum Münsteraner Sportverein Preußen Münster.
Am 19. September 2012 erhielt die Hildegardisschule den Schulentwicklungspreis „Gute gesunde Schule“, der unter der Schirmherrschaft des Schulministeriums NRW steht. Diesen Preis gewann sie erneut 2014 und 2017.

## Schwerpunkte
Die Schüler werden in Bildungsgängen der Berufsfelder Ernährung und Hauswirtschaft, Erziehung, Gesundheit und Soziales sowie Wirtschaft und Verwaltung unterrichtet. Dabei können vom Hauptschulabschluss bis zur allgemeinen Hochschulreife alle schulischen Abschlüsse erworben werden. Zudem ermöglichen die Fachschulen für Sozialpädagogik und Heilerziehungspflege die Erzieherausbildung bzw. die  Ausbildung zum Heilerziehungspfleger, die Fachschule für Heilpädagogik bietet die Weiterbildung zum Heilpädagogen an.

## Bring your own device
Seit dem Schuljahr 2021/22 hat sich die Hildegardisschule für die Einführung von Bring your own device (BYOD) entschieden. Alle Schülerinnen und Schüler der Schule bringen ihr eigenes digitales Endgerät mit zur Schule und nutzen es im Unterricht. Allen Lernenden wird dafür eine umfassende Infrastruktur kostenlos zur Verfügung gestellt. Dazu zählen Programme wie auch Fortbildungsangebote.

## Förderverein
Der Förderverein Freunde und Förderer der Hildegardisschule wurde 1960 gegründet und hat etwa 50 Mitglieder (Stand 2023)